# Лефкес
Лефкес (грч. Λεύκες) је насељено место у општини Касандра у периферији Средишња Македонија, Грчка. Према попису из 2021. године било је 30 становника.
Лефкес се води као посебно насеље од 2002. године.